# L'Art de la conversation IV
L'Art de la conversation IV est un tableau réalisé par le peintre belge René Magritte en 1950. Cette huile sur toile est un paysage surréaliste dominé par des blocs de pierre disposés de telle sorte qu'on y lit le mot « rêve ». Elle est conservée dans une collection privée en Suisse.

## Postérité
Le tableau fait partie des « 105 œuvres décisives de la peinture occidentale » constituant le musée imaginaire de Michel Butor.